# Експеримент Розенхана
Експеримент Розенгана (англ. Rosenhan experiment) — відомий експеримент, проведений в 1973 в США психологом Девідом Розенханом, що поставив під сумнів надійність психіатричної діагностики. Його результати були опубліковані в журналі «Science» під заголовком «Психічно здорові на місці божевільних» (англ. On Being Sane in Insane Places) становлять важливий внеском у критику психіатричних діагнозів.
Дослідження Розенгана складається з двох частин. Перша передбачає участь психічно здорових людей, «псевдопацієнтів», які симулюють короткі слухові галюцинації, щоб потрапити до дванадцяти психіатричних лікарень у США, розташованих у п'яти різних штатах країни. Всі вони були госпіталізовані й визнані такими, що страждають на психічні розлади. Після госпіталізації вони поводилися нормально і говорили медперсоналу, що почуваються добре і не мають жодних галюцинацій. У кожному випадку персонал лікарні не зміг розпізнати обман, натомість залишився переконаним, що всі псевдопацієнти мають симптоми психічного розладу.
Друга частина складається з прохання до персоналу психіатричної лікарні ідентифікувати фальшивих пацієнтів у групі, яка не містить жодного пацієнта. Медперсонал помилково ідентифікує велику кількість справжніх пацієнтів як самозванців.
У дослідженні зроблено висновок, що в психіатричних лікарнях люди не можуть відрізнити здорових людей від людей з психічними захворюваннями. Воно також ілюструє небезпеку дегуманізації та навішування ярликів у психіатричних закладах. Дослідження припускає, що природа діагнозу, поставленого медичним персоналом у психіатричних лікарнях, повинна бути поставлена під сумнів, беручи до уваги індукований вплив закладу на відповідних суб'єктів.

## Псевдопацієнти
Розенган і семеро психічно здорових однодумців, відомих як «псевдопацієнти», намагалися потрапити до психіатричної лікарні, викликаючи на консультацію і симулюючи слухові галюцинації. Персонал лікарні не знав про експеримент. Псевдопацієнтами були студент-психолог двадцяти років, три психологи, педіатр, психіатр, художник і домогосподарка. Ніхто з них ніколи не був психічно хворим. Вони використовували псевдоніми, а ті, хто мав професію, пов'язану з психічним здоров'ям, збрехали про свою професію, щоб не викликати особливого ставлення або підозри з боку медичного персоналу. Всі інші аспекти їхньої біографії були описані правильно.
Під час первинного психіатричного обстеження вони повідомляли, що чули голоси тієї ж статі, що й вони самі, часто невиразні, іноді здавалося, що вони вимовляють слова «порожній», «глухий» тощо. Ці слова були обрані через їхню конотацію, яка може натякати на екзистенційну кризу, а також через відсутність опублікованої літератури, яка б описувала ці слова як психотичні симптоми. Вони не повідомляли про жодні інші симптоми, окрім цих слухових галюцинацій. У разі госпіталізації їх просили «поводитися нормально», повідомляти, що вони почуваються добре і більше не чують голосів. Медичні записи, отримані після експерименту, показали, що всі псевдопацієнти були доброзичливими й співпрацювали з персоналом.
Усі вони були госпіталізовані до дванадцяти психіатричних лікарень по всій території США, починаючи від недофінансованих або занедбаних сільських лікарень, закінчуючи міськими лікарнями або навчальними закладами з відмінною репутацією, і навіть до дорогої приватної клініки. Попри ідентичні симптоми, 11 пацієнтам у державних лікарнях поставили діагноз «шизофренія», тоді як пацієнту, госпіталізованому в приватну клініку, був поставлений діагноз «маніакально-депресивний психоз» (останній діагноз є більш оптимістичним і має один з найкращих клінічних прогнозів). Тривалість їхнього перебування в інтернаті становила від 7 до 52 днів, в середньому 19 днів. Всі вони були звільнені з діагнозом «шизофренія в стадії ремісії», який Розенган інтерпретує як ознаку того, що психічні захворювання сприймаються як незворотні й такі, що створюють стигму на все життя, а не як виліковні хвороби.
Кожен псевдопацієнт відкрито робив численні нотатки про поведінку персоналу та інших пацієнтів. Попри це, ніхто з персоналу не запідозрив самозванців, на відміну від інших пацієнтів, які їх ідентифікували. Під час перших трьох госпіталізацій 35 зі 118 пацієнтів висловили сумніви щодо стану здоров'я піддослідних, а деякі припустили, що вони можуть бути дослідниками або журналістами, які проводять розслідування в лікарні.
Лікарняні записи свідчать, що персонал інтерпретував кожну поведінку псевдопацієнта як прояв психічного захворювання. Наприклад, одна медсестра у своїх звітах зазначала, що таке ведення нотаток було «письмовою роботою» і що вона вважає це патологією. Звичайна біографія пацієнтів переписувалася, інтерпретувалася в лікарняних документах відповідно до очікуваного, тобто згідно з панівними на той час теоріями про етіологію шизофренії.
Планувалося, що псевдопацієнти покинуть лікарню самостійно, але коли стало зрозуміло, що часу на звільнення залишилося обмаль, терміново викликали адвоката. Після госпіталізації та постановки діагнозу псевдопацієнти не могли вийти на волю, поки не погоджувалися з вердиктом психіатра, не визнавали себе психічно хворими й не починали приймати антипсихотичні препарати. Свої ліки вони викидали в туалети без відома персоналу. Ніхто не зауважив, що вони не приймали ліки, але деякі співробітники відзначали, що пацієнти приймали.
Розенган та інші псевдопацієнти повідомляли про значну дегуманізацію, втручання в особисте життя та багато неприємностей під час госпіталізації. Особисті речі псевдопацієнтів регулярно обшукували, а іноді їх бачили в туалеті. Пацієнти повідомляли, що персонал, маючи загалом добрі наміри, об'єктивував і дегуманізував пацієнтів, довго обговорюючи їх у їхній присутності, але так, ніби їх там не було, уникаючи прямої взаємодії з пацієнтами, за винятком випадків, коли це було вкрай необхідно для виконання їхніх обов'язків. Персонал був схильний до словесного і навіть фізичного насильства щодо пацієнтів, коли інші співробітники були відсутні. Група пацієнтів розмовляла за межами їдальні, щоб згаяти час в очікуванні її відкриття. Середній час контакту з лікарями становив 6,8 хвилини на день.

## Вигадані самозванці
Почувши про результати першого експерименту, співробітники відомої університетської лікарні заявили, що такі помилки не могли статися в їхньому закладі. Розенган зв'язався з ними й запропонував ідентифікувати псевдопацієнтів, які намагатимуться потрапити до них протягом наступних трьох місяців. Медичний персонал повинен був визначити, чи є кожен пацієнт, який потрапив до лікарні, самозванцем або справді хворим. Зі 193 пацієнтів 41 було визнано самозванцями, а 42 — підозрюваними.
Проблема в тому, що доктор Розенган не відправляв жодних псевдопацієнтів. Люди, яких UHC назвав самозванцями, були невинними і, ймовірно, справжніми пацієнтами. Це призвело до висновку, що «будь-яка діагностична процедура, яка занадто легко піддається масовим помилкам такого роду, не може бути надійною». Дослідження, проведені іншими авторами з проблеми діагностики, дали схожі результати.

## Подібний досвід
Моріс К. Темерлін (англ. Maurice K. Temerlin) розділив 25 психіатрів на дві групи й попросив їх прослухати запис голосу актора, який грає нормальну людину. Одній групі він сказав, що актор «дуже цікавий, бо має невротичний, але майже психотичний аспект», а іншій групі нічого не сказав. У 60% першої групи діагностували психоз, переважно шизофренію, а в іншій групі — ні в кого.
У 1988 році Лорінг і Пауелл дали 290 психіатрам стенограму інтерв'ю з пацієнтом. Половині з них вони сказали, що пацієнт був чорношкірим, а половині — що пацієнт був білим. Вони дійшли таких висновків: «Клініцисти, здається, приписують насильство, підозрілість і небезпеку чорношкірим пацієнтам, навіть якщо історія хвороби така ж, як і у білих пацієнтів».

## Вплив і суперечки
Розенган опублікував свої висновки в журналі «Science», розкритикувавши надійність психіатричного діагнозу та дегуманізуючий і принизливий характер догляду за пацієнтами, з яким зіткнулися його колеги під час дослідження. Стаття викликала полеміку.
Одна з критичних зауважень полягає в тому, що психіатричний діагноз значною мірою залежить від видимих симптомів, і що нелегко відрізнити симуляцію від справжнього прояву цих симптомів, так само як деякі медичні симптоми не є очевидними для виявлення. Наприклад, в огляді дослідження Розенгана 1975 року психіатр Роберт Спітцер (англ. Robert Spitzer) писав: «Якби я випив пінту крові, а потім, тримаючи рот на замку, кинувся до відділення невідкладної допомоги будь-якої лікарні з блювотою кров'ю, то діагноз персоналу був би цілком передбачуваним. Якби вони діагностували і лікували мене від виразки шлунка, я сумніваюся, що зміг би переконливо стверджувати, що медична наука не знає, як діагностувати мої симптоми».
Саме тенденція чіплятися за діагноз, а потім інтерпретувати всі наступні дані відповідно до цього діагнозу лежить в основі критики Розенганом психіатричного діагнозу. Він не критикує госпіталізацію хворих, але Розенган стверджує, що якщо гіпотезу про шизофренію можна підтримувати, попри тривале спостереження за пацієнтом, який здається здоровим, то сам діагноз, по суті, втрачає сенс.
У 2019 році журналістка Сюзанна Кахаллан (англ. Susannah Cahallan) у своєму розслідуванні довела, що деякі з цих результатів були «прикрашені», щоб зробити антипсихіатричну тезу більш спокусливою, і що сам Розенган, харизматичний науковець, який поспішав, під час госпіталізації говорив більш тривожні речі (параноїдальні та суїцидальні), ніж прості слухові галюцинації.